# Свети синод Украјинске православне цркве
Свети синод Украјинске православне цркве управни је орган Украјинске православне цркве у периоду између два засједања Сабора епископа.

## Састав
Предсједник Светог синода је митрополит кијевски и све Украјине. Његови стални чланови су сљедећи епархијски архијереји:
- митрополит одески и измаилски;
- митрополит симферопољски и кримски;
- митрополит хустски и виноградивски;
- митрополит доњецки и мариупољски;
- митрополит камјањец-подољски и городоцки;
- митрополит вишгородски и чернобиљски;
- митрополит лугански и алчевски;
- митрополит бориспољски и броварски.[2]

Осим сталних чланова у раду Светог синода учествују и три привремена члана који се бирају сваких пола године. Секретар Светог синода је управник послова Кијевске митрополије УПЦ. Он је стални члан Светог синода по дужности. Канонска је дужност свих синодских чланова да учествују у раду Светог синода (у изузетним случајевима кворум чине 2/3 чланова).

## Дјелокруг
Свети синод Украјинске православне цркве оснива и укида епархије уз накнадну потврду Сабора епископа и бира, разрјешава, премјешта и умировљава епархијске и викарне архијереје. Он доноси црквени буџет и финансира синодалне установе и духовне школе. Свети синод је апелациони црквени суд у односу на епархијске судове.
По Уставу о управи Украјинске православне цркве (укр. Статут про управління Української Православної Церкви) Свети синод такође:
- прати усклађеност саборских одлука са Уставом;
- претреса и одобрава одлуке о канонизацији светих и шаље на потврду Сабору епископа;
- одлучује о богословским, литургијским, дисциплинским, пастирским и црквено-административним питањима;
- оснива, реорганизује и укида синодалне установе и мисије, доноси њихове статуте, надгледа њихов рад и поставља њихове руководиоце;
- оснива, реорганизује и укида духовне школе, доноси њихове статуте и поставља или потврђује њихове ректоре;
- оснива, реорганизује и укида манастире, те поставља њихове настојатеље, настојатељице и намјеснике;
- оснива ставропигије;
- оснива привремене комисије за рјешавање актуелних питања Украјинске православне цркве;
- стара се о развоју добротворног, социјалног и миротворног рада епархија Украјинске православне цркве;
- стара се о духовном образовању, катехизацији, мисионарству и издавачком раду;
- обраћа се посланицама украјинској пастви, а по потреби и сународницима у иностранству;
- изражава став Украјинске православне цркве у вези с актуелним проблемима савременог друштва;
- даје оцјену најзначајнијих догађаја у сфери међуцрквених, међуконфесионалних и међурелигијских односа;
- подржава међуконфесионалне и међурелигијске односе у Украјини и ван њених граница;
- одлучује о изградњи нових храмова и стара се о рестаурацији старих, надгледа стање архитектонских споменика и црквених старина;
- рјешава питања у вези са посједовањем, коришћењем и располагањем зградама и имовином намијењеној нарочито за остварење циљева и задатака Украјинске православне цркве, као и о начину располагања, посједовања и коришћења другом имовином Украјинске православне цркве;
- одлучује о црквено-привредним и финансијским питањима.

Свети синод у периоду између засједања Сабора и Сабора епископа доноси Статут Кијевске митрополије Украјинске православне цркве, као и његове измјене и допуне.

## Синодалне установе
Синодалне установе (укр. синодальні установи) у свом дјелокругу имају општецрквене послове. Одговорне су Сабору епископа или Светом синоду који одлучују о њиховом оснивању или укидању. Руководиоце синодалних установа поставља Свети синод.
Синодалне установе Украјинске православне цркве су:
- Просвјетни комитет при Светом синоду;
- Канонска комисија при Светом синоду;
- Одсјек спољних црквених веза УПЦ;
- Комисија за послове манастира УПЦ;
- Комисија за канонизацију светих при Светом синоду;
- Синодална богословска комисија УПЦ;
- Синодални одсјек добротворног рада и социјалног служења УПЦ;
- Синодални одсјек за сарадњу са Оружаним снагама и другим војним формацијама Украјине;
- Синодални одсјек вјерског образовања, катехизације и мисионарства УПЦ;
- Синодални одсјек за послове омладине;
- Синодални одсјек за архитектуру, градњу и заштиту споменика црквене архитектуре УПЦ;
- Синодални одсјек „Мисија духовног просвећења“;
- Синодални одсјек „Мисија социјалне помоћи дјеци“.

Осим синодалних установа постоји и Управа послова Украјинске православне цркве (укр. Управління справами Української Православної Церкви) која помаже митрополиту кијевском и све Украјине у отправљању његових предстојатељских послова.